# Талиска
Талиска (англ. Taliska) — в легендариуме Дж. Р. Р. Толкина древний язык Эдайн. На диалектах этого языка разговаривали два их рода — люди племён Беора и Хадора; ещё один народ, Халадин, говорили на своём языке и не понимали Талиска.
Само слово «Талиска» ни разу не употребляется во «Властелине Колец»; как отмечается, этот язык испытал влияние Аварина (языка Авари) и Нандорина (языка Нандор, «зелёных эльфов»).
Адунайский язык, на котором говорили в Нуменоре, и Вестрон («Всеобщий язык» «Властелина Колец») происходят от Талиска.
Источником вдохновения для Талиска послужил готский язык. В ранних обликах мифа Толкина на этом языке говорили Дом Беора и Дом Халет, когда как Дом Хадора использовал язык, впоследствии ставший Адунаиком. Также в черновиках готский послужил вдохновением для Восточно-Данийского (Восточный Нандорин), хотя позднее источником стал древнескандинавский язык. Вся эта языковая связь сохранилась и во «Властелине Колец», где имена северян Рованиона (предков эотеод) приведены на готском языке.
Известно о существовании рукописей с грамматикой Талиска, но на текущий момент они так и не были опубликованы, хотя Карл Ф. Хостеттер, исследователь и редактор «Природы Средиземья» и журналов «Vinyar Tengwar», «Parma Eldalamberon», «La Feuille de la Compagnie», на онлайн-мероприятии «Толкиновские встречи» в 2021 году сообщил, что в ближайшие годы планируется выход нового выпуска журнала «Parma Eldalamberon», где будет опубликована вышеупомянутая грамматика.